# Syria Planum
Syria Planum est un vaste haut plateau volcanique de la planète Mars situé dans le quadrangle de Phoenicis Lacus et formant le point culminant du renflement de Tharsis. S'étendant sur 740 km environ, il est centré par 13,1° S et 256,1° E, limité au nord et à l'ouest par Noctis Labyrinthus, au sud-ouest par Claritas Fossae, au sud-est par Solis Planum et à l'est par Sinai Planum.

## Géologie
Au cœur de l'une des régions géologiquement les plus complexes de Mars, Syria Planum semble avoir joué un rôle tectonique déterminant sur l'ensemble de la région pendant une très longue période de temps, depuis le Noachien jusqu'à l'Amazonien. Des dizaines de petits volcans boucliers de quelques dizaines de kilomètres de diamètre et quelques centaines de mètres de haut parsèment ce plateau volcanique,, dont la surface oscille entre 6 000 et 8 000 m d'altitude. L'unité géologique constituée par Syria Planum, Solis Planum et Thaumasia Planum pourrait être vue comme une ébauche de plaque lithosphérique, soulevée et déplacée vers le sud en formant, au sud, un début de convergence au niveau de Claritas Fossae, Coracis Fossae et Nectaris Fossae, tandis qu'au nord apparaissait un énorme rift long de 4 000 km au niveau de Noctis Labyrinthus et, surtout, de Valles Marineris, dont l'origine tectonique par l'étirement nord-sud de l'écorce martienne avait été pressentie dès la fin des années 1970 par l'analyse des images retransmises par Viking 1 Orbiter.
Toute cette région — le renflement de Tharsis — se serait formée à la suite de la remontée d'un système de panaches mantelliques à l'origine des points chauds matérialisés par les grands volcans de Tharsis, les petits volcans de Syria Planum et les grabens de Noctis Labyrinthus. Au sud de cette région, c'est tout un fragment d'écorce qui se serait soulevé et déplacé avec un mouvement de translation vers le sud doublé d'une rotation dans le sens inverse des aiguilles d'une montre.

### Articles liés
- Liste des plaines de Mars
- Géographie de la planète Mars
- Géologie de la planète Mars
- Échelle des temps géologiques martiens